# Amatitlania nigrofasciata

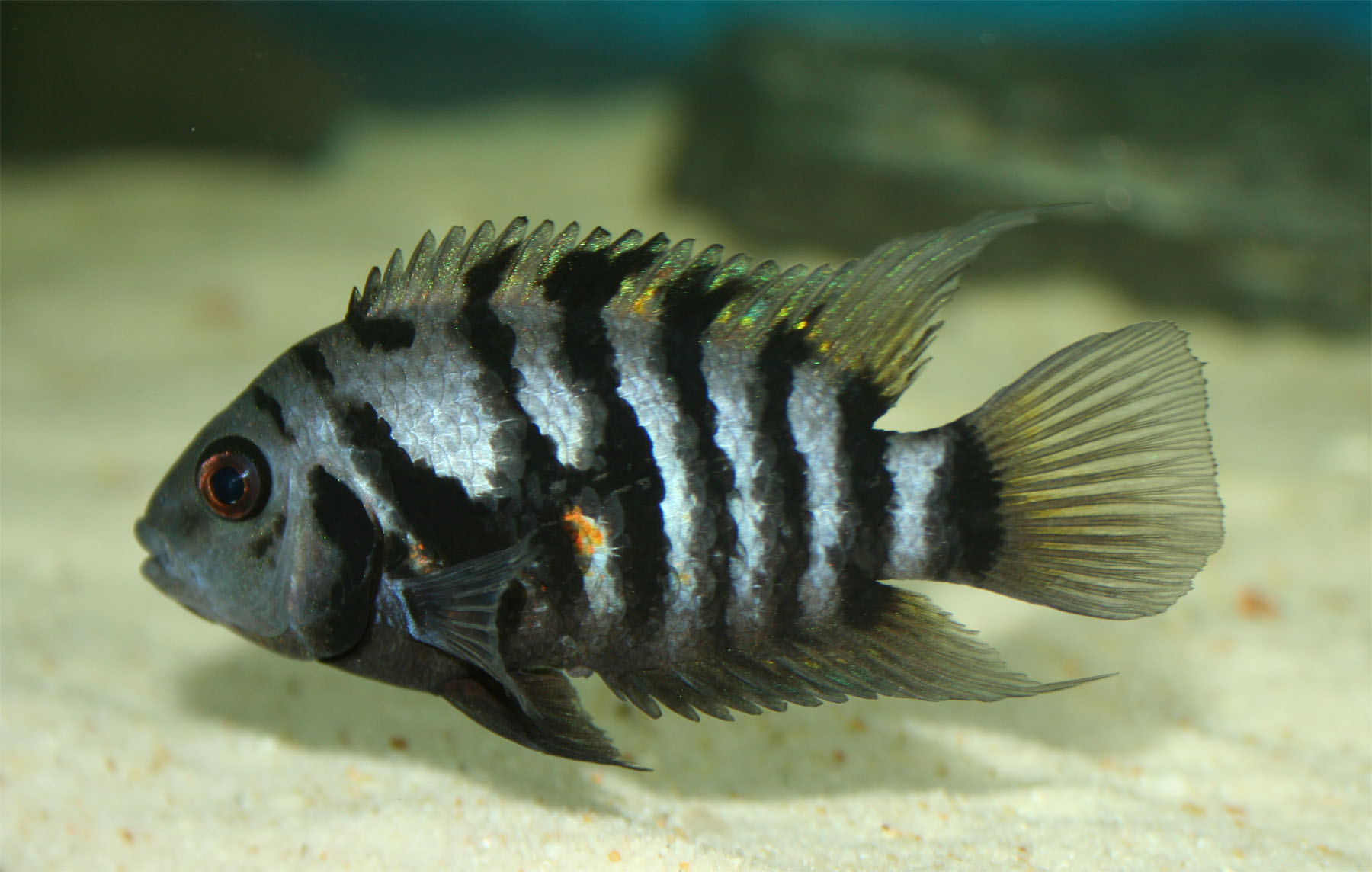

Amatitlania nigrofasciata é um peixe da família dos ciclídeos, do gênero Amatitlania.